# Lavoslav Milić
Lavoslav Milić (Karlovac, 1890. – Zagreb, 1964.), general Kraljevine Jugoslavije i NDH.

## Životopis
U Prvom svjetskom ratu služio je u redovima pripadnik 42. "vražje" divizije. Bio je tada teško ranjen, zbog čega mu je ostala invalidnost. Nakon rata, stupa u jugoslavensku vojnu službu, u kojoj postaje general. 
Nakon osnivanja Nezavisne Države Hrvatske bio je, makar je bio pravoslavne vjerospovijesti (vlasti NDH nisu govorile o "Srbima", nego uvijek o "pravoslavcima", kada su njeni državljani bili posrijedi), primljen u vojnu službu, te je u Ministarstvu Hrvatskog domobranstva bio zadužen za logistiku. Kraj rata dočekao je kao glavar Upravnog ureda u Ministarstvu oružanih snaga. 
Englezi su ga zarobili 1945. u Austriji i vratili Jugoslavenskoj armiji. Vojni sud II. jugoslavenske armije ga je 6. lipnja 1945. godine u Zagrebu na 20 godina robije, ali je nakon pet godina otpušten zbog bolesti. Umro je u Zagrebu 1964. godine.